# Никодим из Палермо
Никодим (умер в 1083 году) — святитель, епископ Палермо. 
Святой Никодим (Nicodemus) в 1072 году приветствовал в Палермо Рожера I, приходом которого был ознаменован конец правления сарацин в городе, за время которого часть жителей приняла ислам, а употреблявшийся в городе язык, близкий греческому, претерпел серьёзные изменения. В ту пору в Палермо было около двадцати православных храмов. Занявшие город норманны отыскали св. Никодима, который переосвятил старинный храм св. Марии, бывший при сарацинах мечетью, и отслужил в нём первую службу. Святой Никодим был известен своими набожностью и кротостью. Но новые власти, верные после раскола 1054 года латинскому обряду, вынудили святого покинуть город. Он поселился в Меццомонреале.
Святой Никодим, ставший епископом в 1065 году, скончался в 1083 году. Он погребён в крипте кафедрального собора Успения Пресвятой Богородицы в Палермо.